# Manuel Almeida Castelo Branco
Manuel Almeida Castelo Branco (Alenquer, c. 1680 — Santo Estêvão, 22 de dezembro de 1743) foi um militar e administrador colonial português.
Atingiu, no exército colonial português, o posto de brigadeiro, tendo sido governador interino da capitania do Rio de Janeiro, no Brasil, em dois momentos. No primeiro, entre 12 de novembro de 1716 e 8 de junho de 1717, substituindo Francisco Xavier de Távora e passando o cargo a António de Brito Freire de Meneses. Após o término da administração de Freire de Menezes, permaneceu no cargo entre 5 e 29 de maio de 1719, entregando-o a Aires de Saldanha e Albuquerque Coutinho Matos e Noronha. Instituiu o "Morgado da Luz" na nobreza portuguesa.